# Loyolina Teufel
Loyolina Teufel SSpS (* 22. Januar 1900 in Mallersdorf,  Niederbayern; † 6. Februar 1944 in der Bismarcksee) war eine deutsche Steyler Missionsschwester und Märtyrin.

## Leben
Maria Teufel, Kind eines Landwirts, verdingte sich nach der Schulzeit in Haushalten. Am 22. November 1922 trat sie im Alter von 22 Jahren in Stockerau in das Kloster St. Koloman der Steyler Missionsschwestern ein. Sie begann am 5. Juli 1923 das Noviziat unter dem Ordensnamen Loyolina (nach Ignatius von Loyola). Am 6. Januar 1925 legte sie ihre Zeitlichen Gelübde ab und wurde zur Lehrerin ausgebildet. Vom 30. September 1929 bis zum 8. Januar 1930 reiste sie nach Alexishafen in die Papua-Neuguinea-Mission, wo sie am 21. Oktober 1930 ihre Ewigen Gelübde ablegte. Sie wirkte als Lehrerin und Krankenpflegerin in Ulingan Harbour.
Nach der Besetzung Neuguineas durch die japanischen Invasionstruppen 1942 wurde sie zusammen mit Bischof Franziskus Wolf und zahlreichen Mitbrüdern und Missionsschwestern in einem Sammellager auf Manam interniert, wo sie an Unterernährung litten und an Malaria erkrankten. Am 5. Februar gingen sie unter Protest auf das japanische Transportschiff Yorishime Maru, das am 6. Februar nachts von der amerikanischen Luftwaffe angegriffen wurde. Es starben 46 Menschen, darunter Loyolina Teufel. Eine Gedenkstätte befindet sich in Alexishafen.

## Gedenken
Die Römisch-katholische Kirche in Deutschland hat Schwester Loyolina Teufel als Märtyrin in das deutsche Martyrologium des 20. Jahrhunderts aufgenommen.